# Бешшеньеи, Дьёрдь
Дьёрдь Бешшеньеи (венг. Bessenyei György; 1747, Берцель — 24 февраля 1811, Пустаковачи) — венгерский писатель и поэт.

## Биография
Дьёрдь родился в семье дворян-кальвинистов. Учился в Шарошпатакской академии, затем прибыл в Вену, где поступил в венгерскую гвардию. В 1772 году стал членом литературного кружка Адама Коллара, Абрахама Барчаи и лидера венгерских кальвинистов Миклоша Белезнаи.
В 1779 году он был назначен консерватором придворной библиотеки.
В конце XIX — начале XX века на страницах Энциклопедического словаря Брокгауза и Ефрона давалась следующая оценка его творчеству: «Год вступления Б. на литературное поприще (1772) считается началом новой эпохи в венгерской литературе, так как Б. является основателем т. наз. французской школы».
Среди его произведений: «Ласло Хуньяди» (1772), «Агис» (1772), «Трагедия Буды и Аттилы» (1773) — драмы, комедии «Лаис или Нравственное упрямство» (1775) и «Философ» (1777), пользовавшаяся длительным успехом, а также многочисленные статьи в области истории, литературы и искусства.
Основной задачей государственной власти Бешшеньеи считал счастье народа, требовал равноправия граждан и справедливых законов. Также Бешшеньеи принадлежит первый план учреждения Венгерской академии наук.
В 1775 году Бешшеньеи лишился ежегодного пособия, которое он получал от кальвинистских суперинтендантов. И 15 августа 1779 года он перешёл в католическую религию: в основном по финансовым причинам, по просьбе Марии Терезии, за что королева даровала ему ежегодное пособие в 2000 форинтов. А также назначила его почётным хранителем придворной библиотеки. После смерти королевы в 1780 г., император Иосиф II отобрал у него награду, из-за чего Бешшеньеи уже не на что было жить в Вене. Поэтому в 1782 году он переехал к своей матери в Берцель, а затем в 1785 году в своё поместье в Пустаковаче, в графстве  Бихар. Вскоре он был прозван «Бихарским отшельником».